# Теплицкий, Александр Семенович
Александр Семенович Теплицкий (укр. Олександр Семенович Тепли́цький; 2 сентября 1902, Темир-Хан-Шура, Дагестанская область, Российская империя — 29 июля 1979 , Львов, Украинская ССР, СССР) — советский украинский композитор и педагог.

## Биография
Родился 2 сентября 1902 года в городе Темир-Хан-Шура (ныне — Буйнакск, Дагестан, Россия). В 1924 – 1929 годах преподавал в музыкальной школе. В 1929 году окончил Ленинградскую консерваторию по классу композиции. Преподавал в ней до 1940 года. С 1942 по 1944 годы руководил красноармейской художественной самодеятельностью. С 1945 по 1947 годы работал художественным руководителем оркестра народных инструментов Таджикской филармонии. В 1947 -1948 годах преподаватель Кишиневской консерватории. С 1948 года преподаватель (с 1966 доцент) Львовской консерватории. Умер во Львове 29 июля 1979 года.

## Произведения
- для симфонического оркестра – Торжественный марш (1930), Элегия (1929);
- для духового оркестра – Два марша (1944), Три марша (1957);
- для струнного квартета – Размышления (1947), Лирические страницы (1958), Две фуги (1966);
- для квартета деревянных духовых инструментов – обработка грузинской народной песни «Цицинатела» (1943);
- для фортепиано – Тема с вариациями (1927), Соната (1929);
- для баяна – Гавот (1963);
- для оркестра таджикских народных инструментов – Три пьесы (1946);
- для голоса и фортепиано – романсы на слова А. С. Пушкина, М. С. Лермонтова, К. М. Фофанова;
- хоры - Я в России рождён (слова С. Г. Острового, 1958), Комсомольцы (слова П. М. Градова, 1958), Сердца Ильича (слова Б. А. Кежун, 1960), Наше Отечество (слова М. Беренгофа, 1963), Вечерние огни (слова М. Лавришина, 1964);
- песни на слова советских поэтов;
- музыка к драматическим спектаклям и кинофильмам.

Автор трудов:
- Краткий словарь музыкальных терминов. - 1947;
- Тонально-ладовой состав музыки. - 1953;
- Курс гармонии для теоретико-композиторских отделений музыкальных училищ, ч. 1. - 1955;
- Система аккордов в мажоре-миноре, изложенная в таблицах. - 1959.